# Madeleine Stowe

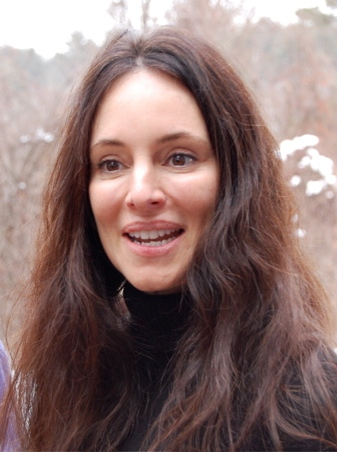
Madeleine Stowe (2008)

Madeleine Stowe (* 18. August 1958 in Los Angeles, Kalifornien als Madeleine Marie Stowe Mora) ist eine US-amerikanische Schauspielerin und unter anderem Golden-Globe-Preisträgerin.

## Leben und Karriere
Madeleine Stowe wurde als älteste von drei Schwestern geboren. Sie wuchs in Eagle Rock, einer Vorstadt von Los Angeles, auf. Ihr Vater stammte aus Oregon und ihre Mutter kam ursprünglich aus Costa Rica.
Als sie zehn Jahre alt war, nahm Stowe Klavierstunden mit dem Ziel, Konzertpianistin zu werden. Damit hörte sie allerdings auf, als ihr Lehrer 1976 starb. Sie studierte zunächst Film und Journalistik an der Universität von Südkalifornien, brach das Studium aber ab und spielte am Theater Solaris in Beverly Hills, wo sie ein Filmagent entdeckte und ihr dann Auftritte in Fernseh- und Kinofilmen besorgte. Das erste Mal stand sie 1978 in dem Fernsehfilm The Nativity vor der Kamera. 1981 gab sie ihr Kinodebüt in dem Film Bis zum letzten Schuss.
Stowe spielte fast fünfzehn Jahre lang nur kleine Rollen als Nebendarstellerin in verschiedenen Filmen. Einige ihrer Darstellungen wurden dennoch bekannt, wie zum Beispiel 1987 in Die Nacht hat viele Augen oder 1990 in Revenge – Eine gefährliche Affäre mit Kevin Costner. 1992 erhielt sie ihre große Chance, als ihr die Hauptrolle der Offizierstochter Cora in Der letzte Mohikaner an der Seite von Daniel Day-Lewis angeboten wurde.
Danach folgten mehrere größere Filme. Der Regisseur Robert Altman engagierte Stowe 1993 für eine Rolle in dem Episodenfilm Short Cuts auf der Grundlage mehrerer Erzählungen von Raymond Carver, in dem sie eine ihrer besten Darstellungen gab. Sie war eine ergreifende blinde Musikerin in dem Thriller Blink – Tödliche Augenblicke und spielte die Psychiaterin Dr. Railly in dem Science-Fiction-Film Twelve Monkeys mit Bruce Willis und Brad Pitt. 1996 unterbrach Stowe ihre Filmkarriere, um sich auf ihre Mutterschaft zu konzentrieren. 1998 kehrte sie mit dem Filmdrama Wunsch & Wirklichkeit ins Filmgeschäft zurück. Von 2011 bis 2015 spielte sie die Victoria Grayson in der Thrillerserie Revenge.
Stowe ist seit 1986 mit Schauspielkollege Brian Benben verheiratet, mit dem sie 1981 bei einem Fernsehfilm zusammengearbeitet hatte. Das Paar hat eine Tochter (* 1996). Sie verbringen ihre freie Zeit auf einer Rinderfarm in Texas.

## Filmografie (Auswahl)
- 1978: Baretta (Fernsehserie, Episode 4x16)
- 1978: Eines Tages in Galiläa (The Nativity, Fernsehfilm)
- 1978: The Deerslayer (Fernsehfilm)
- 1979: Barnaby Jones (Fernsehserie, Episode 8x10)
- 1980: Geliebtes Land (Beulah Land, Miniserie, 3 Folgen)
- 1980: Unsere kleine Farm (Little House on the Prairie, Fernsehserie, Episode 7x06)
- 1981: Trapper John, M.D. (Fernsehserie, Episode 2x05)
- 1981: The Gangster Chronicles (Fernsehserie, 13 Episoden)
- 1981: Bis zum letzten Schuß (Gangster Wars)
- 1984: Amazons (Fernsehfilm)
- 1986: Blut und Orchideen (Blood & Orchids, Fernsehfilm)
- 1987: Die Nacht hat viele Augen (Stakeout)
- 1988: Tropical Snow
- 1989: Drei Betten für einen Junggesellen (Worth Winning)
- 1990: Revenge – Eine gefährliche Affäre (Revenge)
- 1990: Die Spur führt zurück – The Two Jakes (The Two Jakes)
- 1991: Closet Land
- 1992: Fatale Begierde (Unlawful Entry)
- 1992: Der letzte Mohikaner (The Last of the Mohicans)
- 1993: Die Abservierer (Another Stakeout)
- 1993: Short Cuts
- 1994: Blink – Tödliche Augenblicke (Blink)
- 1994: China Moon
- 1994: Bad Girls
- 1995: 12 Monkeys (Twelve Monkeys)
- 1998: Leben und lieben in L.A. (Playing by Heart)
- 1998: Wunsch & Wirklichkeit (The Proposition)
- 1999: Wehrlos – Die Tochter des Generals (The General’s Daughter)
- 2001: The Magnificent Ambersons (Fernsehfilm)
- 2001: Impostor
- 2002: Wir waren Helden (We Were Soldiers)
- 2002: Avenging Angelo
- 2003: Octane – Grausamer Verdacht (Octane)
- 2005: Saving Milly (Fernsehfilm)
- 2006: Southern Comfort (Fernsehfilm)
- 2007: Raines (Fernsehserie, 6 Episoden)
- 2009: The Christmas Hope (Fernsehfilm)
- 2011–2015: Revenge (Fernsehserie, 89 Episoden)
- 2016: 12 Monkeys (Fernsehserie, Episode 2x13)
- 2019: Soundtrack (Miniserie, 10 Episoden)

## Preise und Nominierungen
| Preise und Nominierungen | Preise und Nominierungen                                  | Preise und Nominierungen                                   | Preise und Nominierungen | Preise und Nominierungen |
| Jahr                     | Preis                                                     | Kategorie                                                  | Film                     | Resultat                 |
| ------------------------ | --------------------------------------------------------- | ---------------------------------------------------------- | ------------------------ | ------------------------ |
| 1993                     | Venedig Film Festival                                     | Bestes Ensemble                                            | Short Cuts               | Gewonnen                 |
| 1994                     | National Society of Film Critics Awards                   | Beste Nebendarstellerin                                    | Short Cuts               | Gewonnen                 |
| 1994                     | Golden Globe Award                                        | Bestes Ensemble                                            | Short Cuts               | Gewonnen                 |
| 1996                     | Science fiction magazine                                  | Beste Schauspielerin                                       | Twelve Monkeys           | Gewonnen                 |
| 1996                     | Saturn Awards                                             | Beste Schauspielerin                                       | Twelve Monkeys           | Nominiert                |
| 2000                     | Blockbuster Entertainment Awards                          | Beste Schauspielerin in einer Nebenrolle                   | The General’s Daughter   | Nominiert                |
| 2000                     | ALMA Awards                                               | Beste Schauspielerin                                       | The General’s Daughter   | Nominiert                |
| 2003                     | American Veterans Award                                   | Beste Schauspielerin                                       | Wir waren Helden         | Gewonnen                 |
| 2005                     | Imagen Foundation Awards                                  | Beste Schauspielerin                                       | Saving Milly             | Gewonnen                 |
| 2012                     | Golden Globe Award                                        | Golden Globe Award beste Fernsehseriendarstellerin (Drama) | Revenge                  | Nominiert                |
| 2012                     | GLAAD (Gay and Lesbian Entertainment Critics Association) | Beste Fernsehschauspielerin des Jahres                     | Revenge                  | Nominiert                |